# There’s a Poison Goin’ On
There’s a Poison Goin' on – siódmy studyjny album amerykańskiego zespołu hip-hopowego Public Enemy. Został wydany 20 lipca, 1999 roku nakładem wytwórni Atomic Pop Records. Tytuł albumu nawiązuje do kompozycji z 1971 r. - There’s a Riot Goin' On, zespołu muzycznego Sly and the Family Stone.

## Lista utworów
1. "Dark Side of the Wall: 2000" - 1:36
2. "Do You Wanna Go Our Way???" - 3:56
3. "LSD" - 3:30
4. "Here I Go" - 3:05
5. "41:19" - 3:57
6. "Crash" - 3:48
7. "Crayola" - 3:30
8. "First the Sheep, Next the Shepherd?" - 3:17
9. "World Tour Sessions" - 4:27
10. "Last Mass of the Caballeros" - 3:56
11. "I" - 4:30
12. "What What" - 5:02
13. "Kevorkian" - 2:37
14. "Swindlers Lust" - 5:23

Dodatkowe utwory
Reedycja albumu z dodatkowymi utworami ukazała się w 2004 roku nakładem wytwórni Koch.
1. "Do You Wanna Go Our Way???" (Nextmen UK Mixx) – 4:18
2. "Here I Go" (Commissioned Mixx DJ Johnny Juice Vacation in Vietnam Forida Mix) – 3:20
3. "World Tour Sessions" (G Wiz Black Planet Tour Mix) – 3:35
4. "I" (Eye for an Eye Mixx) – 5:43
5. "Kill 'Em" Live - 3:25